# 橋元雅司
橋元 雅司（はしもと まさし、1930年3月14日 - 2007年8月13日）は、日本国有鉄道副総裁と日本貨物鉄道初代社長を務めた。

## 経歴
東京都出身。1953年に東京大学経済学部経済学科を卒業し、同年4月に日本国有鉄道に入社。
1976年3月に静岡鉄道管理局長に就任し、1978年12月に貨物局長に就任し、1981年1月に常務理事に就任した。
1984年1月に退官し、東武鉄道で常務を務め、1985年6月に国鉄に復帰し、副総裁に就任した。
1987年4月から国鉄分割民営化により発足した日本貨物鉄道の初代社長を務め、1993年6月に会長を経て、1999年6月から相談役兼名誉会長を務めた。
専修大学で評議員、理事を務め、専修大学松戸高校の理事長も務めた。
2007年8月13日すい臓がんのために死去。77歳没。墓所は多磨霊園。